# Julie Bishop (actrice)
Julie Bishop (Denver, 30 augustus 1914 – Mendocino, 30 augustus 2001) was een Amerikaanse televisie- en film-actrice. Zij verscheen tussen 1923 en 1957 in meer dan tachtig films.
Bishop werd geboren als Jacqueline Wells en tot aan 1941 gebruikte zij deze naam voor haar acteercarrière, maar op het toneel (en in één film) verscheen zij ook wel onder de naam Diane Duval. In haar vroege carrière speelde zij mee in enkele Laurel en Hardy films (Any Old Port! en The Bohemian Girl). Pas toen haar een contract aangeboden werd bij Warner bros., onder de conditie dat zij haar naam zou veranderen, begon zij de naam Julie Bishop te gebruiken. Ze maakte de keuze voor deze naam omdat deze overeenkwam met het monogram op haar bagage (ze was een tijd getrouwd met de schrijver Walter booth III).
Julie Bishop had gedurende de jaren veertig rollen in films met Humphrey Bogart, Ira Gershwin en John Wayne.
Op haar 87ste verjaardag, op 30 augustus 2001, overleed Julie Bishop in Mendocino aan longontsteking.

## Gedeeltelijke filmografie
- Bluebeard's 8th Wife (1923)
- Maytime (1923)
- Dorothy Vernon of Haddon Hall (1924)
- Captain Blood (1924)
- The Golden Bed (1925)
- Any Old Port! (1932)
- Heroes of the West (1932)
- Tarzan the Fearless (1933)
- The Black Cat  (1934)
- The Bohemian Girl (1936)
- Torture Ship (1939)
- The Ranger and the Lady (1940)
- Young Bill Hickok (1940)
- Lady Gangster (1942)
- Northern Pursuit (1943)
- Action in the North Atlantic (1943)
- Princess O'Rourke (1943)
- Rhapsody in Blue (1945)
- Cinderella Jones (1946)
- Last of the Redmen (1947)
- High Tide (1947)
- Sands of Iwo Jima (1949)
- Riders of the Range (1949)
- Westward the Women (1951)
- The High and the Mighty (1954)

- Biblioteca Nacional de España: XX1728740
- Bibliothèque nationale de France: cb16552665m (data)
- Gemeinsame Normdatei: 1011477602
- International Standard Name Identifier: 0000 0001 1952 7329
- Library of Congress Control Number: n85199168
- SNAC: w6g17g56
- Système universitaire de documentation: 142993891
- Trove: 903690
- Virtual International Authority File: 92051732
- WorldCat: E39PBJB4c7jvQFCYpVBRDMrH4q